# Sergej Kirov
Sergej Mironovitsj Kirov (Russisch: Серге́й Миро́нович Ки́ров) (Oerzjoem, 15 maart 1886 – Leningrad, 1 december 1934) was een Sovjet-Russisch politicus. Hij was van 1926 tot 1934 partijleider van Leningrad en gold als een vertrouweling van Stalin. In maart 1934 echter bleek hij tijdens het zeventiende partijcongres van de Communistische Partij dusdanig populair dat hij werd gezien als een potentiële bedreiging voor de machtspositie van Stalin. Op 1 december 1934 werd hij vermoord onder nog niet geheel opgehelderde omstandigheden, waarbij veel historici betrokkenheid van Stalin veronderstellen. De moord op Kirov vormde voor Stalin in elk geval het startsein voor diens Grote Zuivering.
Kirov was drager van de Orde van de Rode Banier en de Leninorde.

## De jaren voor de revolutie
Kirov werd in de Oeral geboren als zoon van de lagere ambtenaar Miron Kostrikov, een alcoholicus, en zijn vrouw Jekaterina. Toen hij vijf was, verliet zijn vader het gezin, zonder duidelijke reden. Een jaar later overleed zijn moeder aan tuberculose, waarna hij met zijn twee zussen achterbleef bij zijn grootmoeder. Kort daarna werd hij naar een weeshuis gestuurd. Met de steun van een lokale liefdadigheidsinstelling kon hij in 1901 gaan studeren aan de technische school te Kazan, waar hij in aanraking kwam met marxistische theorieën. In 1904 ging hij naar Tomsk om verder te studeren aan de universiteit, maar, naar eigen zeggen, "getroffen door de armoede in Siberië" werd hij beroepsrevolutionair. Hij sloot zich aan bij de Russische Sociaaldemocratische Arbeiderspartij. Daarbij koos hij uiteindelijk voor de bolsjewistische vleugel.

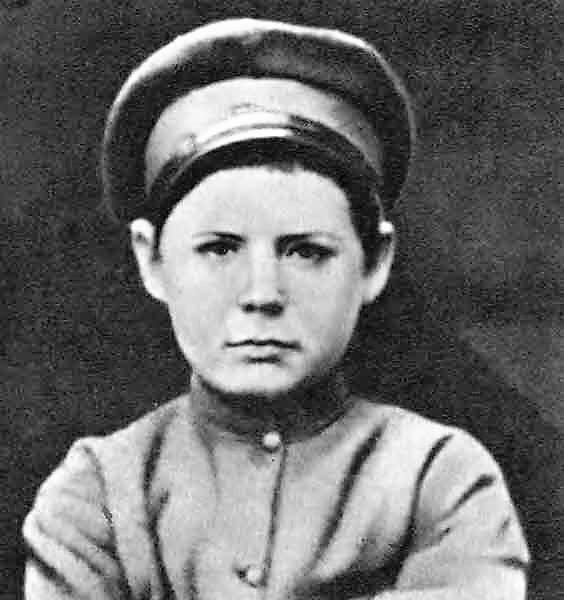
Kirov als kind

Ten tijde van de revolutie van 1905 was Kirov betrokken bij het drukken van revolutionaire pamfletten en het organiseren van een spoorwegstaking, waarna hij werd gearresteerd. Hij belandde voor drie maanden in de cel. In 1906 ging hij naar Moskou, waar hij een jaar later op grond van agitatie opnieuw werd veroordeeld, nu tot negentien maanden cel. Deze tijd besteedde hij naar eigen zeggen vooral aan zelfstudie: hij las Marx en Hegel, maar ook Dostojevski, Tolstoj, Alexander Herzen en zelfs de Bijbel. In 1909 week hij uit naar Vladikavkaz in de Kaukasus. Daar werd hij journalist bij de liberale bourgeoiskrant Terek, later vaak beschouwd als een smet op zijn bolsjewistische blazoen. Zijn artikelen uit deze periode ademen een gematigde toon, waarbij hij duidelijk begrip toont voor de sociaaldemocraten. Zelfs na de Februarirevolutie schreef hij nog enkele artikelen waarin hij zijn sympathie betuigde aan de democratisch-socialistische premier Aleksandr Kerenski. Anderzijds bleef Kirov ook als revolutionair actief en werd hij in 1911 en 1915 andermaal gearresteerd op grond van het verspreiden van illegale lectuur, hetgeen duidt op een zekere tweeslachtigheid in zijn politieke opstelling.
Rond 1912 huwde Kirov Maria Lvovna Markus, de dochter van een Joodse horlogemaker. Zoals gebruikelijk in bolsjewistische kringen was zijn persoonlijk leven, in de woorden van zijn vrouw, "ondergeschikt aan de revolutionaire zaak". Ze zagen elkaar weinig, maar onderhielden wel steeds een uitgebreide correspondentie. In 1911 schreef hij haar vanuit de gevangenis over een executie: "Als vrij man maak je zo'n afschuwelijk tafereel niet zo direct mee. Wanneer zo'n 'routineklus' zich hier bijna vlak voor je ogen afspeelt, is het vreselijk moeilijk. Maar wat kan de menselijke ziel haar grenzen verleggen! Mensen raken gewend aan dergelijke executies en voeren ze uit met een verbazingwekkende onverschilligheid".
Aan de vooravond van de Russische Revolutie nam hij de naam Kirov aan: een vernoeming naar de heilige "Kir", van wie hij een afbeelding op een kalender had gezien die hem deed denken aan een Perzische krijgsheer.

## Revolutie en burgeroorlog

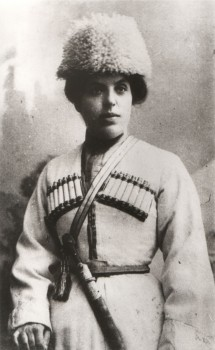
Kirovs vrouw Maria Lvovna Markus ten tijde van de Russische Burgeroorlog

Vlak voor de Russische Revolutie, in oktober 1917, nam Kirov als afgevaardigde van de sovjet van Vladikavkaz deel aan het tweede Al-Russische Sovjetcongres. Aanvankelijk leek hij daar vooral de voorstellen van de mensjewieken te steunen. Nadat de bolsjewieken echter in het congres de overhand kregen en vervolgens ook het voortouw namen tijdens de revolutie, schaarde hij zich openlijk aan hun zijde. Terug in Vladikavkaz werd hij lid van een zogenaamd "socialistisch blok", waarin bolsjewieken, mensjewieken, sociaalrevolutionairen en volkssocialisten samenwerkten. Zijn precieze rol in het jaar 1918 is nadien nooit helemaal opgehelderd. Toen in maart 1918 de Sovjetrepubliek Terek werd uitgeroepen, waartoe Vladikavkaz behoorde, leek hij daar geen directe betrokkenheid bij te hebben gehad. Evenmin bleek hij lid van het Bolsjewistische comité van Vladikavkaz. Volgens sommige verklaringen zou hij in deze periode zelfs geen lid meer zijn geweest van de bolsjewistische partij. Wel reisde hij in het najaar als vertegenwoordiger van de Terekse Raad van Volkscommissarissen naar Moskou om er bij de Sovjetregering wapen- en goederentransporten naar de Kaukasus te regelen.
Vanaf januari 1919 bevond Kirov zich in Astrachan. Astrachan werd in deze periode bedreigd door witte legers en een hongersnood dreigde. Nadat Alexander Sjlapnikov, de voorzitter van de plaatselijke Revolutionaire Raad, door de bolsjewieken vanwege onvoldoende doortastend optreden was afgezet, kwam Kirovs carrière daar in een stroomversnelling en liet hij ook een meedogenloze kant van zijn karakter zien. Hij werd benoemd tot voorzitter van een provisorisch militair-revolutionair comité en liet direct na zijn aantreden in maart 1919 genadeloos een arbeidersstaking neerslaan. Daarbij liet hij 1500 arbeiders zonder enige vorm van proces als "witte spionnen" executeren. In totaal vielen er 4000 slachtoffers. Toen er een 'bourgeois' ontdekt werd die zijn eigen meubels verstopte, gaf hij persoonlijk opdracht hem te executeren. Hij hield ook persoonlijk toezicht op de arrestatie en executie van de aartsbisschoppen Mitrofan en Lenty.
De mentale ommezwaai van de gematigde en gevoelige Kirov stond niet op zichzelf, maar maakte deel uit van een algehele verharding onder de bolsjewieken tijdens de Burgeroorlog. De bolsjewieken waren bereid hun machtspositie tegen elke prijs te verdedigen. Vrijwel alle partijleden waren getuige van gruwelijkheden of begingen zelf wandaden. Ook Kirov moet een groot aantal gruwelijkheden hebben gezien en lijkt de nieuwe, meedogenloze moraal volledig te hebben aanvaard. Volgens historica Amy Knight hadden zowel leiders van de Roden als de Witten in die tijd bloed aan hun handen. "Het was duidelijk een kwestie van overleven", concludeert ze: "geen tijd voor menselijke gevoelens, maar een tijd voor rigoureuze, resolute actie".
De militaire raad van het Rode Leger in de Kaukasus duidde Kirovs "zuiveringsactie" als kordaat optreden, een bewijs van toewijding, en nam hem op in de centrale staf. Samen met Anastas Mikojan en zijn levenslange vriend Grigori Ordzjonikidze zou hij vervolgens in 1920-1921 uitgroeien tot een leidende organisator van de overwinning van de Roden op de Witten in de Kaukasus. Hij werd in 1920 benoemd tot ambassadeur van Sovjet-Rusland in Tbilisi (Tiflis), nadat de Sovjets de onafhankelijkheid van de Democratische Republiek Georgië erkenden via het Verdrag van Moskou. Kirov was in die hoedanigheid betrokken bij het ondermijnen van de Georgische staat via de bolsjewistische vijfde colonne. Het verdrag had de mensjewistische Georgiërs er namelijk toe verplicht de communisten vrij te laten en de bolsjewistische partij toe te staan. Kirov organiseerde vanuit de ambassade lokale opstanden. Begin 1921 veroverde het Rode Leger de Georgische republiek en werd de Sovjetmacht in Georgië gevestigd, ondanks een eerdere toezegging van Lenin dat het land zelfstandig mocht blijven.

## Partijcarrière
In juli 1921 werd Kirov benoemd tot partijsecretaris in Azerbeidzjan, dat tot die tijd onafhankelijk was geweest. Daarmee werd hij verantwoordelijk voor zowel de politieke als de economische situatie, hetgeen hij voortvarend en met veel energie ter hand nam. Hij zette er een nieuwe partijorganisatie op, zorgde ervoor dat de olieproductie in het gebied rond Bakoe weer op gang kwam en bracht de tijdens de burgeroorlog onteigende fabrieken geleidelijk weer in productie. Daarnaast speelde hij in april 1922 een leidende rol in de voorbereiding op het uitroepen van de Transkaukasische Socialistische Federatieve Sovjetrepubliek, waarmee Georgië, Armenië en Azerbeidzjan als één deelrepubliek bij de Sovjet-Unie werden gevoegd. In 1922 werd Kirov ook lid van het Centraal Comité van de Communistische Partij. Hij bleef echter in Azerbeidzjan, te Bakoe. Daar wist hij onwillige nationalisten in het gareel te houden, niet alleen op basis van dictatoriaal optreden maar ook op basis van afgedwongen respect door zijn bijdrage aan de wederopbouw van het land.
In 1926 vertrok Kirov naar Moskou voor het veertiende partijcongres. Mede met zijn steun behaalde Stalin daar een definitieve overwinning op de oppositie van Grigori Zinovjev en Lev Kamenev, die per direct uit de partij werden gezet en ontheven werden uit hun functies. Kirov werd vervolgens benoemd tot kandidaat-lid van het Politbureau en tegelijkertijd, als opvolger van Zinovjev, tot partijsecretaris in Leningrad. Aan zijn vrouw schreef hij dat hij weinig zin had in zijn nieuwe baan, maar dat hij "het vertrouwen van Stalin niet kon beschamen". Zonder nog terug te keren naar Bakoe vestigde hij zich direct in Leningrad.

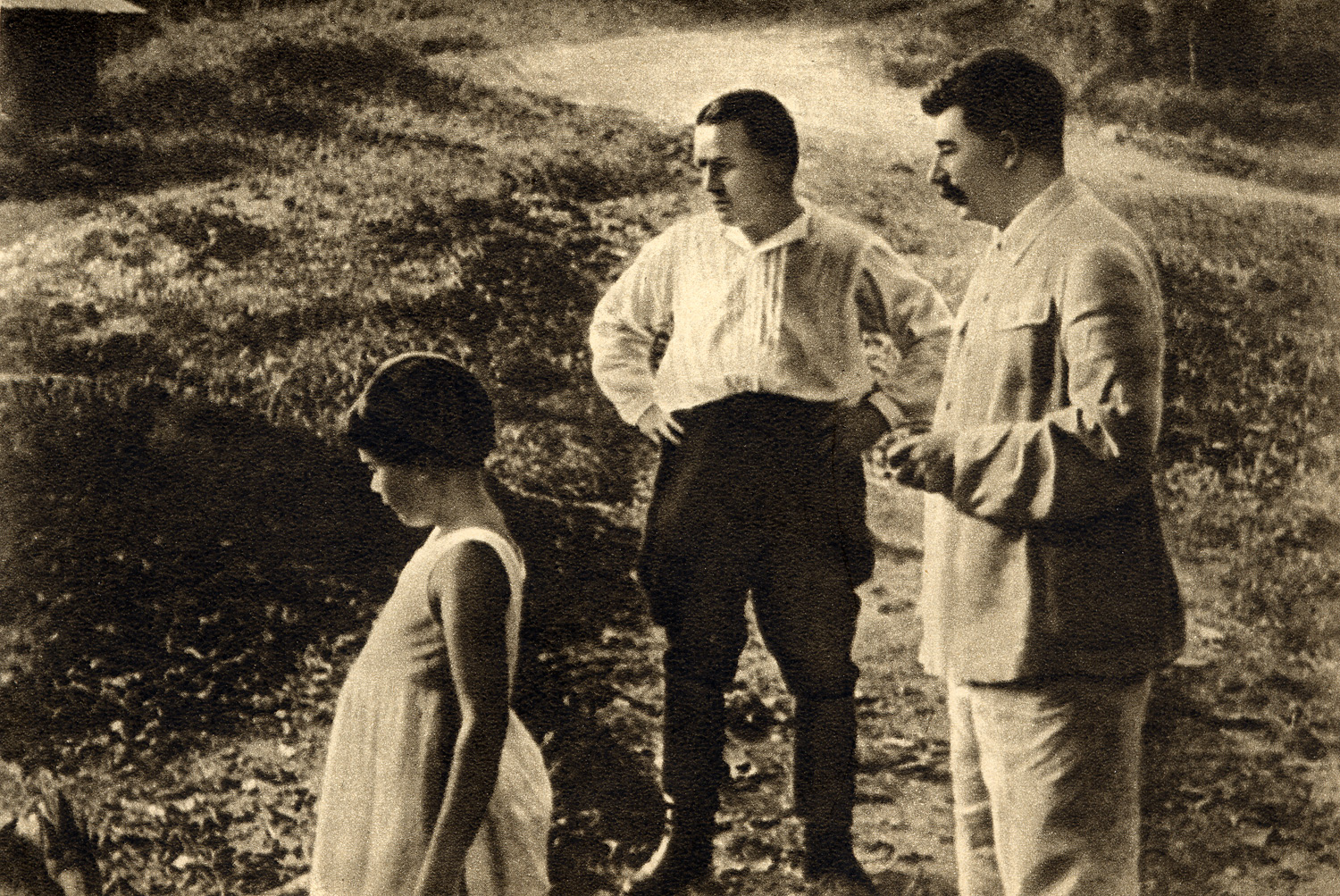
Kirov, Stalin en Stalins dochter Svetlana, tijdens een gezamenlijke vakantie op Sotsji

Stalin verwachtte van Kirov dat hij als zijn vertrouweling de Leningradse partijorganisatie zou zuiveren van oppositieleden, de zogenaamde Zinovjisten. Kirov had eerder aangetoond dit soort klussen aan te kunnen maar toonde zich in Leningrad zeker niet het prototype van de rechtlijnige stalinist. Als begenadigd spreker trok hij tijdens partijbijeenkomsten weliswaar fel van leer tegen de oppositie en was hij verantwoordelijk voor tal van vervolgingen en deportaties, anderzijds dwong hij gaandeweg respect af bij de Leningradse bevolking vanwege zijn joviale, pretentieloze en open persoonlijkheid. Niettegenstaande zijn harde politieke lijn bleef hij vatbaar voor argumenten. Hij toonde bijvoorbeeld begrip voor de gematigde koers die Nikolaj Boecharin voorstond, met name met betrekking tot de collectivisatie. Vanaf eind jaren twintig benoemde hij bovendien diverse eerdere oppositieleden weer terug op vooraanstaande posities, tot ongenoegen van Stalin. De altijd energieke Kirov was ook uitermate zichtbaar in Leningrad. Hij bezocht voortdurend fabrieken en arbeidersbijeenkomsten en maakte zich tegenover het centrale gezag in Moskou ook openlijk sterk voor de belangen van de Leningradse gemeenschap. Geleidelijk groeide zijn populariteit tot grote hoogte. Nadat hij in 1930 was benoemd tot volwaardig (stemgerechtigd) lid van het Politbureau bezorgde hem dat in toenemende mate een bijzondere machtspositie.

## Stalin en Kirov
Stalin ontmoette Kirov waarschijnlijk voor het eerst in 1917. In 1919 hadden ze ook contact over de verovering door de Roden van Georgië, Stalins geboorteland. Beiden leerden elkaar echter pas goed kennen tijdens een gezamenlijke vakantie in 1925. De joviale Kirov, klein van stuk, altijd goedlachs, was de lieveling van Stalins familie. Ook later gingen Stalin en Kirov nog diverse malen samen op vakantie, waarbij ze met zijn tweeën gingen jagen, zwemmen en het badhuis bezochten. Na de zelfmoord van Stalins vrouw Nadja werd de vriendschap tussen hen beiden nog hechter. Als Kirov in Moskou verbleef, stond Stalin erop dat hij niet bij zijn oude strijdmakker Ordzjonikidze bleef overnachten maar bij hem. Kirov verbleef op een gegeven moment zo vaak in het appartement van Stalin dat hij wist waar het beddengoed lag en zijn eigen bed opmaakte. Wanneer hij in Leningrad was, belde Stalin hem vaak midden in de nacht op: de 'vertoeska'-telefoon (intern telefooncircuit van de partijtop) is nog steeds te bezichtigen naast Kirovs bed in het Kirovmuseum. "Stalin en Kirov waren als tweelingbroers die elkaar plaagden, schunnige verhaaltjes vertelden en lachten", schreef Mikojan later in zijn memoires: "Dikke vrienden die elkaar nodig hadden".
Dit betekende echter niet dat Stalin Kirov volledig vertrouwde. Stalin kon ook behoorlijk boos op hem worden, vaak ook om kleine zaken. Bijvoorbeeld in juni 1928, toen een artikel van Stalin in de Leningradse Pravda enigszins was ingekort, hetgeen Stalin onacceptabel achtte. Van de andere kant beschouwde Kirov ook Stalin niet als onaantastbaar en maakte hij tijdens de viering van Stalins vijftigste verjaardag (in 1929) geestige toespelingen op Lenins uitspraken over Stalins grofheid: een vrijpostigheid die niemand anders zich permitteerde. Kirov kon zich veel veroorloven bij Stalin, maar Stalin maakte zich gaandeweg ook steeds vaker zorgen over hem. Zo toonde Stalin zich duidelijk ongerust over Kirovs verzet tegen zijn beleid inzake de hongersnood in 1931 en tegen de executie van Centraal Comité-lid Rjoetin, die een plan had beraamd om Stalin af te zetten. In 1933 kwam daar zelfs een gevoel van rivaliteit bij vanwege de enorme populariteit die Kirov inmiddels genoot binnen de partij, en niet alleen in het Leningradse.

## Zeventiende partijcongres

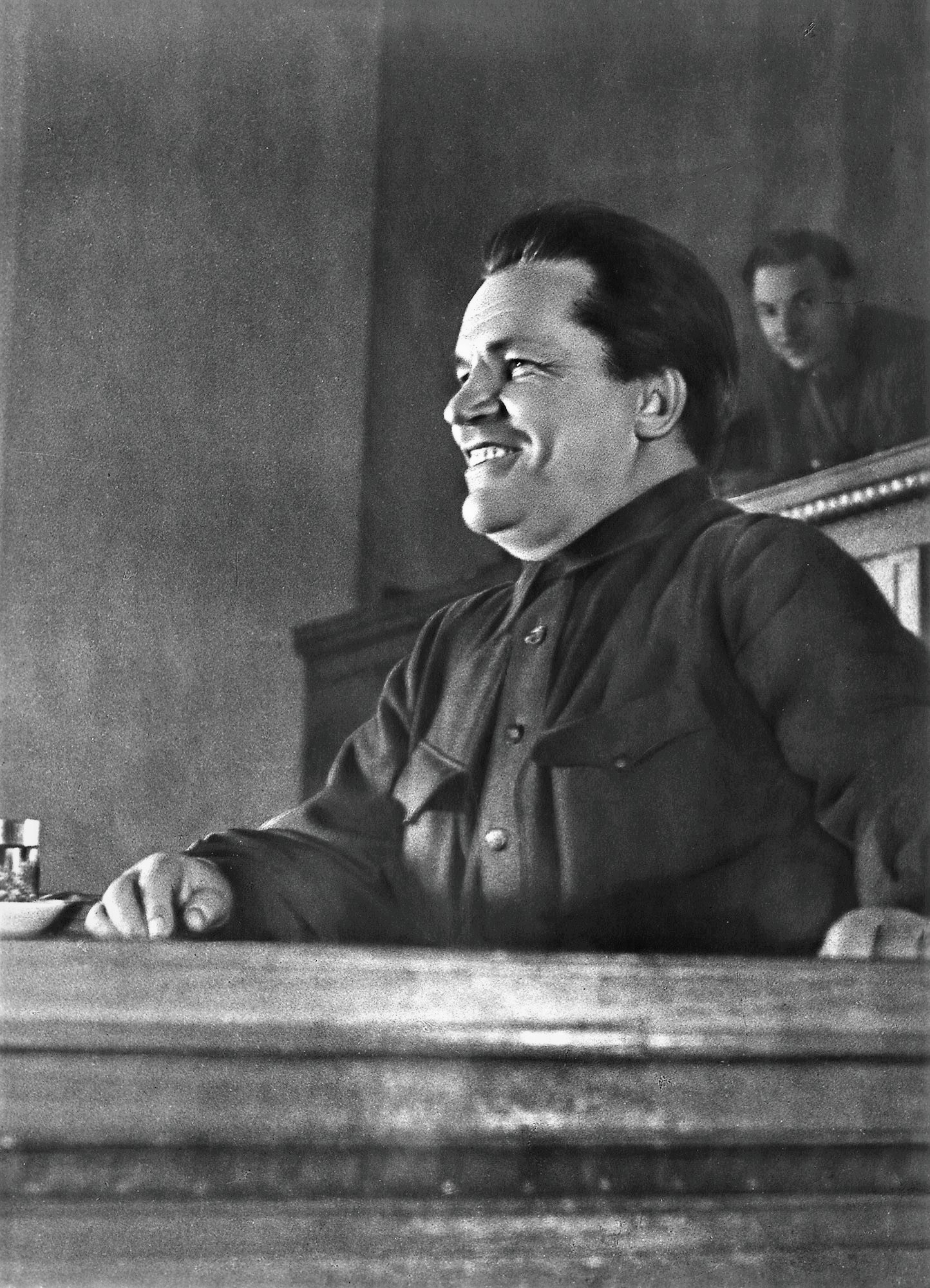
Kirov spreekt het 17e partijcongres toe, 1934

Eind januari 1934 vond in Moskou het zeventiende partijcongres van de Communistische Partij plaats. Het werd het 'congres van de overwinnaars' genoemd en moest een bekroning worden voor de successen van de voorbije jaren, na de invoering van de vijfjarenplannen. De hongersnood was voorbij. De oogst was verbeterd. "De miljoenen van de honger omgekomen mensen waren vergeten en begraven in dorpen die van de kaart waren verdwenen", schrijft historicus Simon Sebag Montefiore. De overwinningen van de collectivisatie en de industrialisatie moesten gevierd worden. Toen Stalin het Bolsjojtheater betrad om het congres te openen, werd hij begroet door tumultueuze, tientallen minuten durende ovaties. De Pravda kopte levensgroot: STALIN!
Het congres bestond echter ook uit een aantal formele zaken. De 1966 afgevaardigden die het partijcongres in Moskou vanuit alle hoeken van de Sovjet-Unie bezochten, moesten het nieuwe Centraal Comité kiezen: een soort parlement van waaruit vervolgens het Politbureau werd geformeerd. Het tijdens het congres uitgedragen enthousiasme voor 'Stalins overwinningen' werd echter niet door alle afgevaardigden gedeeld. Velen waren geschrokken van Stalins soms onmenselijk harde beleid en de repressie in de voorbije jaren, menig andere had ook zijn eigen motieven om van hem af te willen. Achter de schermen werd dan ook een plan bedacht om Stalin af te zetten. Op een gegeven moment werd Kirov in Ordzjonikidzes appartement gevraagd of hij Stalins opvolger wilde worden. De loyale Kirov wees dit echter af en meldde het aan Stalin. Deze bedankte Kirov maar voelde zich duidelijk bedreigd, schreef Mikojan later in zijn memoires, niet alleen op het congres, maar ook door Kirov persoonlijk. Dat gevoel leek nog te worden versterkt door Kirovs omstandig schertsen met afgevaardigden, vol zelfvertrouwen, en het enorme applaus dat hij kreeg na zijn slotrede. Daarin hemelde hij Stalin op, aldus Mikojan, "maar hij stal zelf de show".
Aan het einde van het congres werd er vervolgens gestemd. De 1225 stemgerechtigde afgevaardigden moesten op een lijstje met 138 kandidaten de namen doorstrepen van degenen waar ze tegen waren. Een meerderheid van stemmen was genoeg om gekozen te worden. Toen de verkiezingscommissie klaar was met de telling schrokken ze. De precieze gebeurtenissen zijn nog steeds niet helemaal opgehelderd, maar achter de schermen ontstond in elk geval veel consternatie. Het schijnt dat Kirov maar 1 of 2 negatieve stemmen had gekregen en Stalin tussen de 123 en 292. Voor beiden zou dit betekenen dat ze hoe dan ook herkozen waren, maar voor Stalin moet de uitslag een klap zijn geweest. Er dreigde groot verlies aan prestige. Toen echter twee dagen later de nieuwe leden van het Centraal Comité bekend werden gemaakt, deelde de kiescommissie mee dat Stalin 1056 en Kirov 1055 van de 1059 uitgebrachte stemmen had gekregen. Er werden 166 stemmen als vermist opgegeven. Historici nemen algemeen aan dat Stalin opdracht moet hebben gegeven een aantal negatieve stembriefjes te vernietigen dan wel te vervalsen, zoals ook Chroesjtsjov beweerde in zijn 'geheime rede' in 1956. Met een groot aantal nog in de archieven aanwezige stembiljetten lijkt ook duidelijk te zijn 'geknoeid'.

## Moord op Kirov
Na het zeventiende partijcongres probeerde Stalin Kirovs gerezen macht in te dammen door hem voor te stellen als zijn secretaris in Moskou te komen werken. Kirov weigerde echter, tot ongenoegen van Stalin. Niettemin ging Stalin in 1934 opnieuw samen met Kirov voor een vakantie naar Sotsji. Samen met Andrej Zjdanov bespraken ze daar de 'herziening' van de geschiedschrijving, in feite bedoeld om Stalins rol op te hemelen. Het was een onderwerp dat Kirov merkbaar tegenstond: "wat ben ik nu voor een historicus", sprak hij bij herhaling tegen Stalin.
In september stuurde Stalin Kirov naar Kazachstan om de oogst te controleren. Toen hij terugkwam in Leningrad bleken er vanuit Moskou plotseling vier nieuwe NKVD-bewakers aan zijn beveiliging toegevoegd. Daarmee kwam het totaal van zijn bewaking op negen man, een aantal dat Kirov veel te veel vond. De spanningen tussen Stalin en Kirov liepen langzaam op. Chroesjtsjov herinnerde zich een felle woordenstrijd tussen beide kompanen op Stalins buitenverblijf Zoebalovo, waarbij Stalin "zich respectloos uitliet". In het openbaar bleef Stalin echter uitermate voorkomend jegens Kirov. Na het Plenum van het Centraal Comité in Moskou bracht hij Kirov op 28 november persoonlijk naar de trein en omhelsde hem uitbundig.

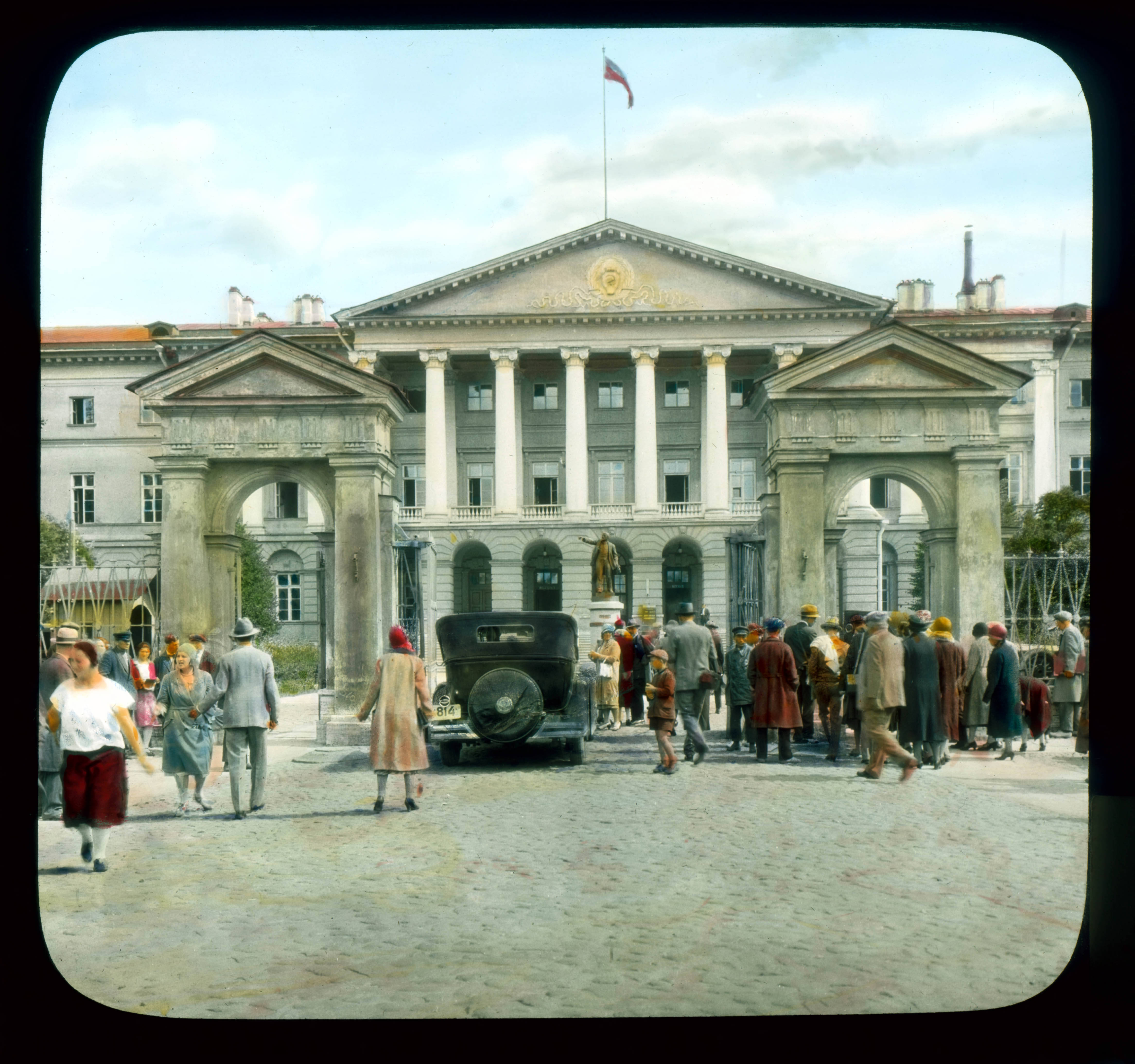
Smolny-instituut in de jaren dertig, werkplek van Kirov en de plaats waar hij werd vermoord.

Terug in Leningrad liet Kirov zich op 1 december per auto naar zijn kantoor in het Smolny-instituut brengen. Zijn persoonlijke lijfwacht Borisov wachtte hem daar op bij de ingang. Borisov werd op een gegeven moment echter opgehouden door een van de vier nieuwe NKVD-agenten uit Moskou die bij de deur van het trappenhuis stonden, vlak achter de ingang. Kirov liep alleen door het trappenhuis. Daar passeerde hij een jongeman met de naam Leonid Nikolajev. Nikolajev liet Kirov eerst voorbijgaan, trok vervolgens een pistool en schoot Kirov van een meter afstand achter in zijn nek. Direct daarna was een tweede schot te horen dat afketste in de tegenoverliggende wand.
Vanaf dit punt lopen de lezingen van het gebeuren enigszins uiteen. Voor zover bekend heeft geen enkele getuige Nikolajev de schoten daadwerkelijk zien lossen. Diverse verklaringen in de archieven over wie na de moord op de plek des onheils arriveerden en in welke volgorde, spreken elkaar behoorlijk tegen. Volgens een onderzoeksrapport van de KGB uit 1990 wilde Nikolajev met het tweede schot zichzelf doden, maar werd hij overmeesterd door een niet nader geïdentificeerde man die uit een kamer was komen snellen, waardoor het schot miste. Er bestaat echter ook een schriftelijke verklaring van een toegesnelde elektricien die beweert dat híj Nikolajev neersloeg, zonder melding te maken van een andere aanwezige. Borisov arriveerde in elk geval te laat. Kirov lag met zijn gezicht naar rechts voorover op de vloer. Hij werd in een aangrenzende kamer op een conferentietafel gelegd, maar reanimatie mocht niet meer baten.

## Onderzoek
Toen Stalin op 1 december 1934 gebeld werd over de moord op Kirov, riep hij direct de belangrijkste leden van het Politbureau bij elkaar. Mikojan herinnerde zich later: "Stalin verklaarde dat Kirov vermoord was en ter plekke, zonder verder onderzoek, zei hij dat de aanhangers van Zinovjev een terreurcampagne tegen de partij waren begonnen". Hij gaf direct opdracht tot een noodwet die verordonneerde dat terroristen binnen tien dagen berecht moesten worden en onmiddellijk daarna terechtgesteld mochten worden, zonder mogelijkheid tot beroep. Deze noodverordening legde de basis voor willekeurige terreur. Binnen drie jaar zouden op basis van deze verordening twee miljoen mensen worden geëxecuteerd of naar werkkampen worden verbannen.
Stalin besloot eveneens op de dag van de moord dat hij persoonlijk een delegatie zou leiden om in Leningrad onderzoek te doen naar de moord. Kirovs vriend Ordzjonikidze wilde ook mee maar mocht niet van Stalin 'vanwege zijn zwakke hart'. In Leningrad aangekomen begon Stalin hoogstpersoonlijk met de verhoren, om te beginnen met Nikolajev. Chroesjtsjov, lid van de onderzoekscommissie maar zelf niet bij het verhoor aanwezig, zou later verklaren dat Nikolajev knielend zou hebben beweerd in opdracht van de partij te hebben gehandeld. De goed geïnformeerde NKVD-overloper Aleksandr Orlov schreef dat Nikolajev wees in de richting van Ivan Zaporozjets, het plaatsvervangend hoofd van de Leningradse NKVD. Ook Nikolajevs vrouw Milda Draoele werd door Stalin verhoord. De NKVD verspreidde het verhaal dat Kirov een relatie met haar zou hebben gehad en dat het een 'crime passionnel' betrof. Draoele zei echter van niets te weten.
Een kroongetuige van de moord, Kirovs lijfwacht Borisov, werd ook voor verhoor naar Stalin gebracht. Hij was de enige die kon onthullen of hij bij de ingang van het Smolny-instituut doelbewust door de NKVD-agenten was opgehouden. Onderweg naar zijn verhoor, in een arrestatiewagen van de NKVD, kwam hij echter om bij een twijfelachtig en waarschijnlijk gearrangeerd auto-ongeluk.

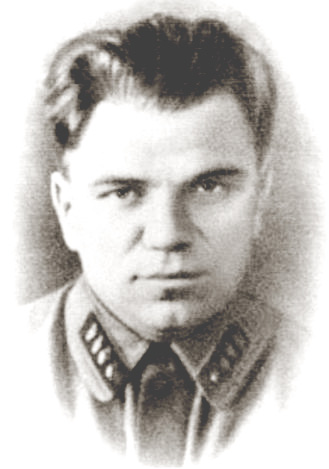
Ivan Zaporozjets

Stalin concludeerde opnieuw dat er sprake was van een georganiseerde contrarevolutionaire daad. Er werd geen forensisch onderzoek gedaan, ook niet naar de vreemde inslag van het tweede schot. Nikolajevs beschuldigingen aan het adres van de NKVD werden nooit nader onderzocht. Ook werd nooit onderzocht waarom Nikolajev een paar maanden voorafgaand aan de moord door de NKVD verbazend snel weer was vrijgelaten, nadat hij onder verdachte omstandigheden was opgepakt nabij het Smolny-instituut met een revolver. Chroesjtsjov zou in 1961 beweren dat Genrich Jagoda en Ivan Zaporozjets zich met die vrijlating hadden bemoeid en dat er ook aanwijzingen waren dat Jagoda en Zaporozjets opdracht hadden gegeven tot de liquidatie van Borisov. Harde bewijzen zijn echter nooit gevonden.
Nikolajev verklaarde op 6 december voor het eerst dat hij inderdaad in opdracht van aanhangers van Zinovjev had gehandeld. Op 26 december werd hij veroordeeld en direct geëxecuteerd, samen met 13 anderen uit zijn omgeving. De eerste arrestaties onder vermeende terroristen waren toen al uitgevoerd. Begin januari 1935 werden Zinovjev en Kamenev gearresteerd op grond van hun 'morele verantwoordelijkheid'. Een jaar later zouden ze ter dood worden veroordeeld tijdens het eerste grote showproces te Moskou.
Kort na de moord, in januari, werden twaalf Leningradse NKVD-agenten tot relatief lichte straffen veroordeeld vanwege 'onoplettendheid'. In de jaren 1936-1938 echter keerde het tij en werden vrijwel alle NKVD-functionarissen die op enigerlei wijze betrokken waren bij het onderzoek naar de moord, geëxecuteerd of verbannen naar de Goelag, waarmee nauwelijks nog personen overbleven die uit de eerste hand op de hoogte konden zijn van de toedracht. Ook veel naaste medewerkers van Kirov werden slachtoffer van Stalins zuiveringen. Van de 1966 afgevaardigden op het zeventiende partijcongres werden er binnen anderhalf jaar 1108 gearresteerd. Van de 63-koppige kiescommissie op het congres werden er later 60 geëxecuteerd.

## De rol van Stalin
De vraag naar de betrokkenheid van Stalin bij de moord op Kirov houdt historici al decennialang bezig. In 1956 bevestigde een Sovjetcommissie onder leiding van Vjatsjeslav Molotov, die direct na de moord deel uitmaakte van Stalins onderzoekscommissie, dat Nikolajev in zijn eentje had gehandeld. Een nieuwe door Chroesjtsjov ingestelde commissie concludeerde in 1960 dat de moord op aangeven van Stalin georganiseerd was en dat Borisov door de NKVD was geliquideerd. Korte tijd later werden deze conclusies herroepen. Een onderzoekscommissie uit 1990 onder leiding van Aleksandr Jakovlev concludeerde opnieuw dat er geen harde bewijzen waren voor Stalins betrokkenheid. Westerse historici daarentegen zijn vrijwel unaniem in hun conclusie dat Stalin op enigerlei wijze betrokken moet zijn geweest. 'Geen harde bewijzen wil nog niet zeggen dat het niet gebeurd is', stelt Robert Conquest in zijn boek Stalin and the Kirov Murder: 'in het geval van de moord op Kirov zijn de aanwijzingen wel zo overweldigend dat het gewoon niet meer te ontkennen valt'.
Een andere westerse historicus, Simon Sebag Montefiore, oppert daarentegen dat het ook best allemaal wat minder sinister kan zijn geweest dan vaak verondersteld. De slordige beveiliging rondom Kirov bewijst in zijn ogen niets. Stalin had ook maar twee lijfwachten. Stalins verslechterde vriendschap met Kirov was bovendien kenmerkend voor de wrijvingen in zijn omgeving. Ook zijn snelle reactie op de moord en zijn merkwaardige eigen onderzoek hoeven niet per se te betekenen dat hij de moord beraamd moet hebben. Toen de Sovjetambassadeur Volkov in 1927 in Polen werd vermoord, reageerde Stalin met dezelfde snelheid en onverschilligheid voor de werkelijke daders, waarbij hij direct naar Engeland als opdrachtgever wees en de leiders van een monarchistische groep liet fusilleren. "Stalin heeft rechtspraak altijd als een politiek instrument beschouwd", stelt Montefiore. De plaatselijke NKVD zou volgens hem best weleens de moord op Borisov gearrangeerd kunnen hebben om haar eigen incompetentie te verbergen. Veel kan volgens hem ook verklaard worden vanuit de ontstane panieksituatie binnen een totalitaire staat.
Hoe dan ook, luidt de conclusie van eigenlijk alle westerse historici, er was maar een iemand die de moord op Kirov goed uitkwam en dat was Stalin. Met de dood van Kirov verdween de laatste persoon die hij als een serieuze bedreiging voor zijn positie zag definitief van het toneel. Belangrijker is dat het hem bovendien een instrument verschafte om zich van zijn andere tegenstanders te ontdoen: het leverde hem het startsein voor zijn Grote Zuivering.

## Begrafenis

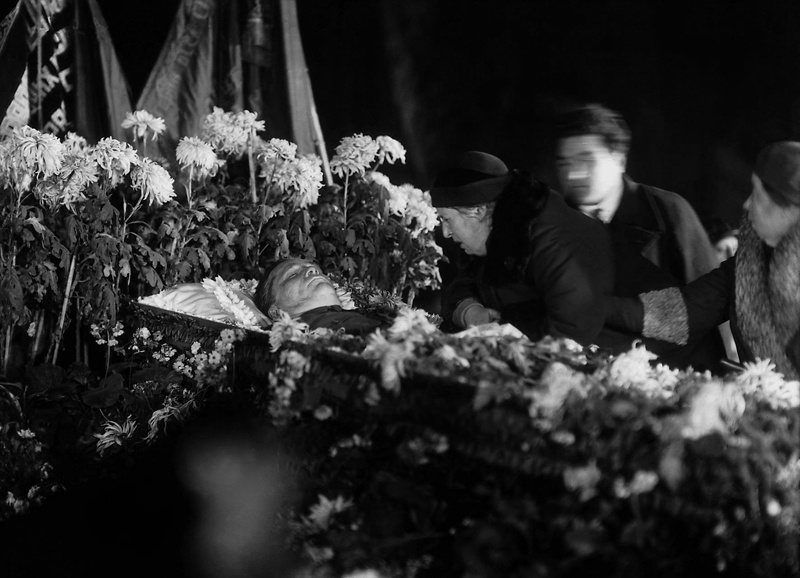
Kirov opgebaard

Kirov werd direct na zijn dood in een zwart uniform, omringd door rode vlaggen, opgebaard in een open doodskist. Op 3 december om half tien 's avonds vormden Stalin en de leden van het Politbureau een erewacht. "Het gezicht van Stalin was opmerkelijk kalm en ondoorgrondelijk", schreef Chroesjtsjov later in zijn memoires, "hij wekte de indruk dat hij diep in gedachten was verzonken, terwijl zijn ogen naar het lijk van Kirov staarden". Om tien uur droegen Stalin en andere Sovjetleiders de kist naar buiten, waarna het naar het station werd gereden en per trein naar Moskou vervoerd in een met bloemen getooide dodentrein.
Op 5 december vond de uitvaart plaats. Kirovs lichaam lag zwaar belicht opgebaard in de Zuilenhal van het Kremlin, die aangekleed was in de kleuren zwart en rood. Kirovs diepbedroefde vrouw en zijn zussen zaten naast de kist, Stalin stond ervoor. Toen de wachten de deksel op de kist wilden schroeven, hield hij ze tegen en kuste Kirov op het voorhoofd, zeggende: "we zullen je wreken". Vervolgens werd de kist naar het crematorium gereden. De volgende ochtend droegen Stalin, gekleed in een oude overjas, Vorosjilov, Molotov en Kalinin de urn met de as over het Rode Plein, waar een miljoen mensen in de kou stonden. Daar werd zijn as bijgezet in een soort minitempel in de muur van het Kremlin. Mikojan schrijft in zijn memoires dat hij oprecht verdriet bij Stalin zag en veronderstelt dat hij dacht aan zijn vrouw Nadja, die twee jaar eerder zelfmoord had gepleegd. De gebroken Ordzjonikidze zei tegen zijn vrouw: "Ik had altijd gedacht dat Kirov mij zou begraven, maar het omgekeerde is het geval".
De moord op Kirov en later diens begrafenis vulden twaalf dagen lang van de eerste tot de laatste letter de Pravda. De media-aandacht in Rusland voor de dood van Kirov was vele malen groter dan zo'n tien jaar eerder voor de dood van Lenin. Ook in de buitenlandse pers haalde de moord op Kirov de voorpagina's, maar daar taande de belangstelling snel, mede omdat Kirov internationaal als relatief onbekend gold. Alleen Leon Trotski bleef nog lang op de gevolgen van de moord op Kirov wijzen en schreef kort na de moord, met vooruitziende blik: 'de terroristische daad van Nikolajev wordt door Stalin beantwoord door het verdubbelen van de terreur tegen de partij'. Zeven jaar later zou hijzelf in opdracht van Stalin worden vermoord.

## Kirov-cultus

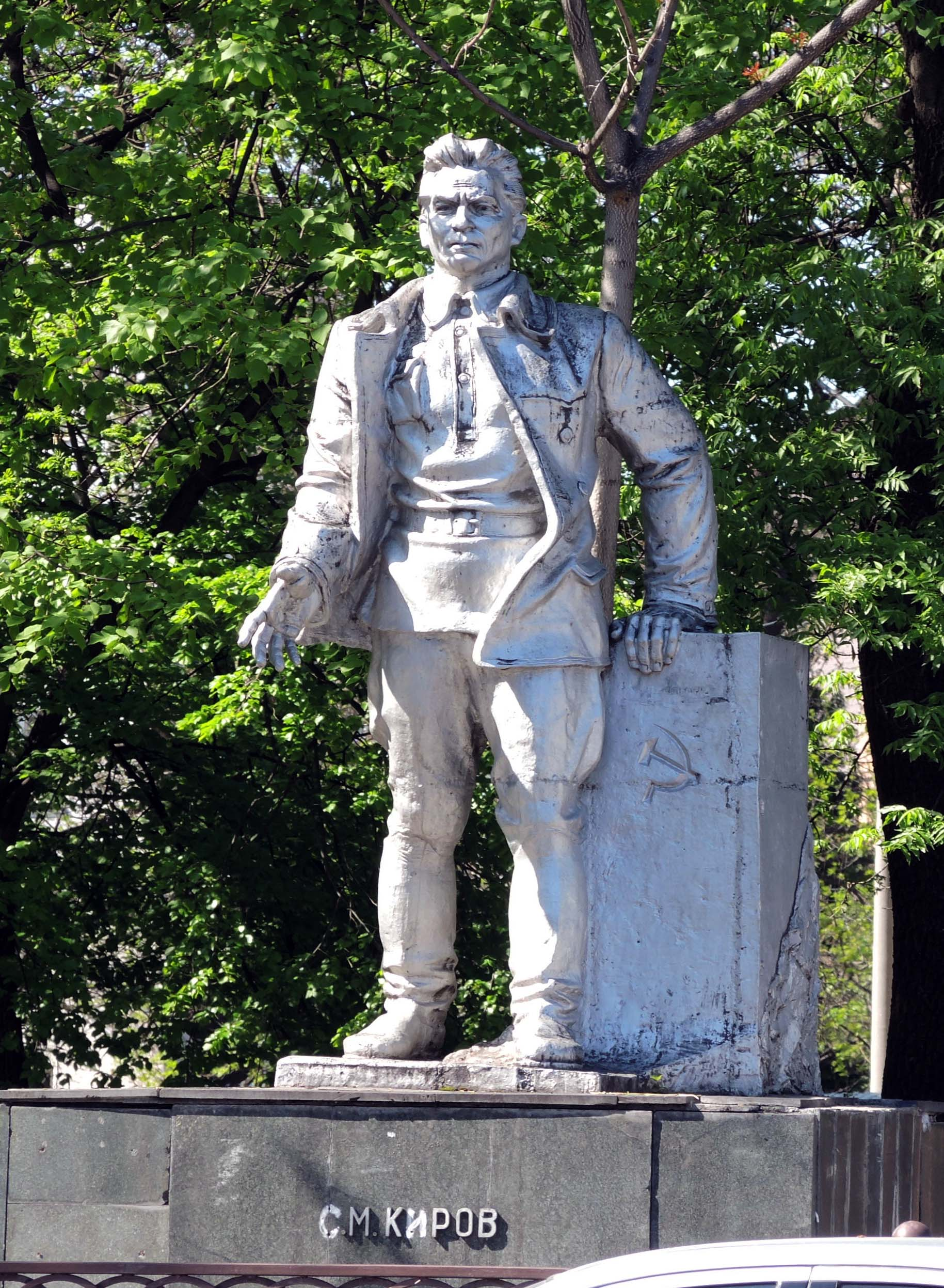
Standbeeld van Kirov in Vladikavkaz

Direct na Kirovs dood begon de Sovjet-propagandamachine in een voor die tijd onwaarschijnlijk tempo te draaien. Kirov werd geportretteerd als een soort heilige en martelaar. Niet alleen stonden alle Sovjetkranten dagenlang helemaal vol met berichtgeving over Kirov, maar in een verbazingwekkend korte tijd verscheen er ook een groot aantal boeken over zijn leven en politieke ideeën. Binnen drie weken verscheen een officiële biografie, een boek met zijn verzamelde redes en geschriften, alsmede een bloemlezing getiteld Schrijvers over Kirov, een collectie, met herinneringen van vooraanstaande Russen als Maksim Gorki en Nikolaj Boecharin. Drie pagina's herinneringen van Kirovs vrouw werden echter niet opgenomen, waarschijnlijk omdat zij wél Kirovs bewondering voor Lenin aanhaalde maar geen melding maakte van zijn betrekkingen met Stalin.
In het oog springend is verder het vernoemen van een groot aantal (Sovjet-)Russische steden naar Kirov:
- Kirovs geboortestad Vjatka werd tot Kirov herdoopt en haar omringende omgeving tot de oblast Kirov.
- De stad Zinovjevsk (eerder Jelisavetgrad) in Oekraïne werd in 1934 omgedoopt tot Kirovo, droeg tussen 1939 en 2016 de naam Kirovohrad en heet thans Kropyvnytsky.
- In Armenië heette de stad Vanadzor tussen 1935 en 1990 Kirovakan.
- De stad Gəncə in Azerbeidzjan droeg tussen 1935 en 1989 de naam Kirovabad.
- In de oblast Kaloega werd de stad Pesotsjnja in 1936 eveneens omgedoopt tot Kirov, zoals deze nu nog steeds heet.

In tal van Russische steden zijn nog altijd honderden straten vernoemd naar Kirov. Ook fabrieken, tanks, marineschepen, spoorlijnen, metrostations, scholen, sportverenigingen enzovoort werden dragers van zijn naam. Doorheen het hele land werden standbeelden opgetrokken.
Kirov had de reputatie een liefhebber van mooie vrouwen te zijn en was een groot liefhebber van de ballerina's van het Mariinskiballet. Direct na zijn dood werd dat ballet omgedoopt tot het Kirov-ballet. Na de val van het communisme in 1991 ging het opnieuw het Mariinskiballet heten.
Hoewel de persoon Kirov in het huidige Rusland niet of nauwelijks als controversieel wordt gezien, werden na de val van het communisme in 1991 de meeste van de vernoemingen teruggedraaid, zoals dat toen ook met de vernoemingen van veel andere Sovjetleiders gebeurde. De discussie rondom de moord is echter nog steeds niet verstomd. Nog altijd wordt onderzoek gedaan in de archieven en met vaste regelmaat verschijnen nog boeken en andere publicaties. In Rusland zelf is het onderwerp bovendien nog steeds actueel in het politieke en maatschappelijke debat. Historicus Amy Knight ziet het als een belangrijke toetssteen voor de Russen om een plek te geven aan hun communistische verleden, "waar ze blijkbaar nog steeds niet helemaal klaar mee zijn".